# المصلة (يافع)

تعديل مصدري - تعديل

المصلة هي إحدى قرى عزلة لبعوس بمديرية يافع التابعة لمحافظة لحج، بلغ تعداد سكانها 292 نسمة حسب تعداد اليمن لعام 2004.